# Орвието
За виното със същото название вижте Орвието (вино).
Орвието (на италиански: Orvieto) е град и община в Централна Италия.

## География
Градът се намира в регион Умбрия на провинция Терни. Разположен е в долина при вливането на реките Палия и Киани. Старинната част на града е върху плосък хълм, който е изграден от вулканична пепел. На 96 км южно от Орвието е столицата Рим, а на около 50 км югоизточно от Орвието е провинциалния център Терни. Има жп гара по линията от Рим до Флоренция. Разстояния до най-близките по-големи градове: на юг до Витербо 49 км, на запад до Гросето по въздуха 110 км, но поради липса на пряк път през Сиена или Витербо е около 200 – 210 км. На север до Сиена 126 км, а до Флоренция около 180 км. На североизток до Перуджа 72 км, а до Арецо около 120 км. Население 21 043 жители от преброяването на 31 май 2008 г.

## История
Орвието е град с богато историческо минало. Възникнал е на мястото на древния етруски град Волсинии Ветерес (Volsinii Veteres).

## Архитектура
Орвието е съхранил до забележителна степен своя средновековен външен вид. Градът съдържа многобройни сгради построени през 12-и и 13 век. Има много тесни улици с каменни настилки. Катедралата „Санта Мария Асунта“, образец на средновековната готическа архитектура, е построена през 1290 – 1532 г.

## Икономика
Интересните исторически обекти са причина основен отрасъл в икономиката на града да е туризмът. Търговски и промишлен център с богат селскостопански район. Тук се произвежда прочутото със специфичния си аромат бяло вино „Орвието“.

## Културни събития
Празникът на Орвието е на 19 март. Той е съпътстван с тържествено шествие по улиците на града, при което жителите му се обличат в автентични средновековни облекла.

## Побратимени градове
- Витлеем Палестинска автономия
- Ейкън, Южна Каролина, САЩ
- Живор Франция
- Керчем Малта
- Маебаши Япония
- Сейнайоки Финландия

## Фотогалерия
- Изглед от старинната част на града
- Площадът на републиката
- Катедралата
- Кладенецът „Сан Патрицио“